# 목본식물

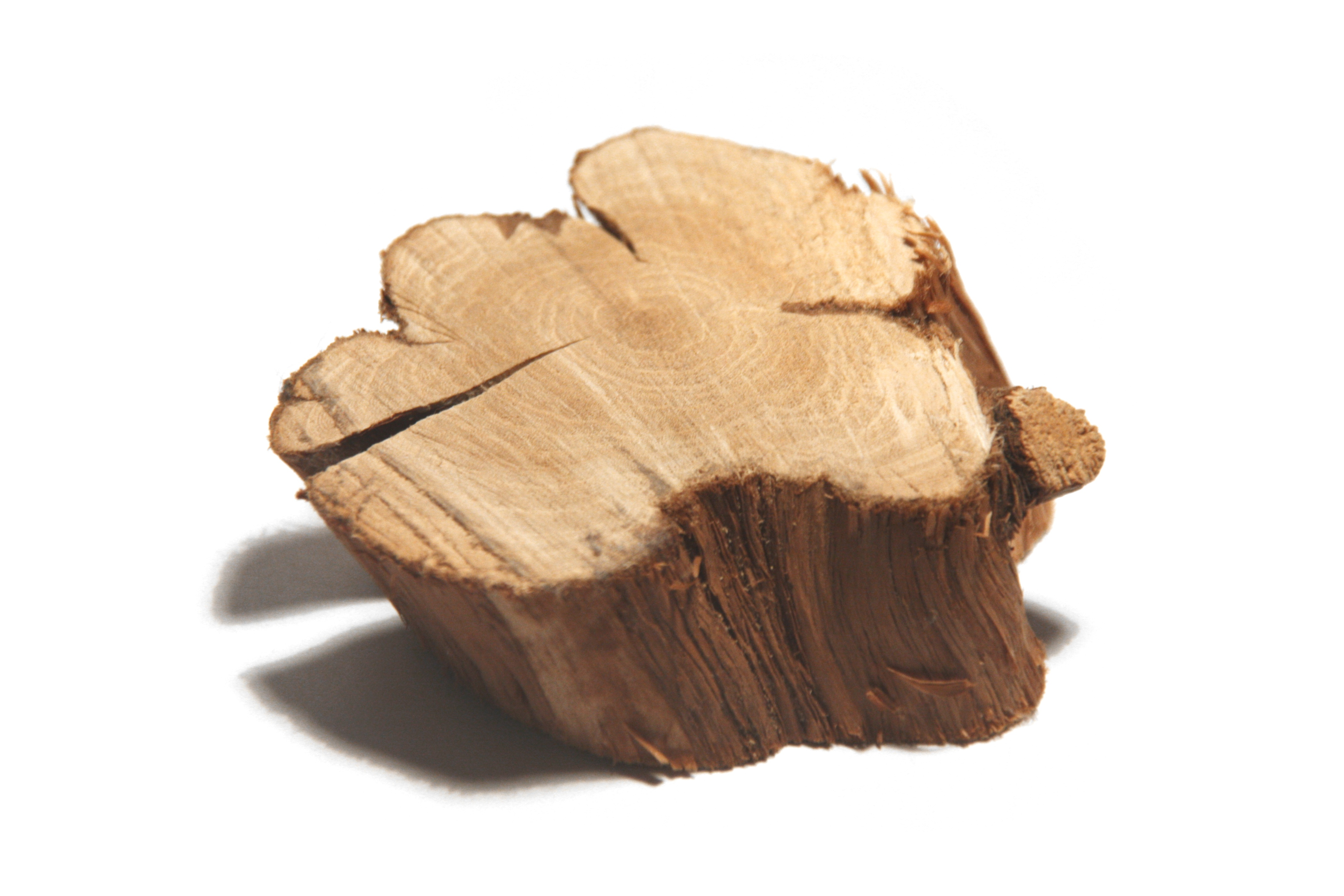
로즈마리 가지의 단면.

목본식물(木本植物, woody plant)은 목질 생체조직을 만들어내는 식물이다. 나무들이 대표적인 목본식물이지만 모든 목본식물이 나무인 것은 아니다. 풀 중에서도 로즈마리처럼 목질 세포벽을 형성시키는 것들은 목본식물이다. 목질 생체조직을 만들어내지 않는 식물은 초본식물이라고 한다. 목본식물은 그 생장 양태에 따라 교목, 관목, 아관목, 만목 등으로 나뉜다.
'과일'은 목본 식물에서 나는 열매를 지칭하는 단어이다. 딸기, 수박, 바나나는 초본 식물에서 재배되기 때문에 채소, 정확히는 과채류라고 지칭하며 카카오가 과일에 더 가깝게 분류된다.

## 같이 보기
- 나무껍질
- 나무줄기